# Aitrach (Donau)
Die Aitrach ist ein rechter Zufluss der Donau in der südwestlichen Schwäbischen Alb, hier auch Baaralb genannt, in Baden-Württemberg. Ihr Quellgebiet stellt eine hydrologische Besonderheit dar: Die Aitrach hat keine eigene Quelle, sondern entsteht aus Entwässerungsgräben, einer künstlichen Flussbifurkation und aus einer wenig südlicher gelegenen Pseudobifurkation.
Die Aitrach ist nur ein Rinnsal in einem weitgehend trockenen, breiten Talabschnitt, der von der großen Urdonau und danach der „Feldbergdonau“ erodiert wurde.

## Name
Der Name tritt im Jahr 770 in Form eines Gaunamens (pago Eitrahuntal) und 806 als Fluss selbst (super fluvium Eitarhaha) erstmals schriftlich in Erscheinung. Das Bestimmungswort könnte mit dem altgriechischen Wort οίδος für 'Geschwülst' urverwandt sein und damit 'die Anschwellende' bedeuten.

## Geographie

### Verlauf
Die Aitrach beginnt in einer breiten, ostwestlich verlaufenden Talung östlich der Stadt Blumberg, die wegen der flankierenden markanten Berge als Blumberger Pforte bezeichnet wird.

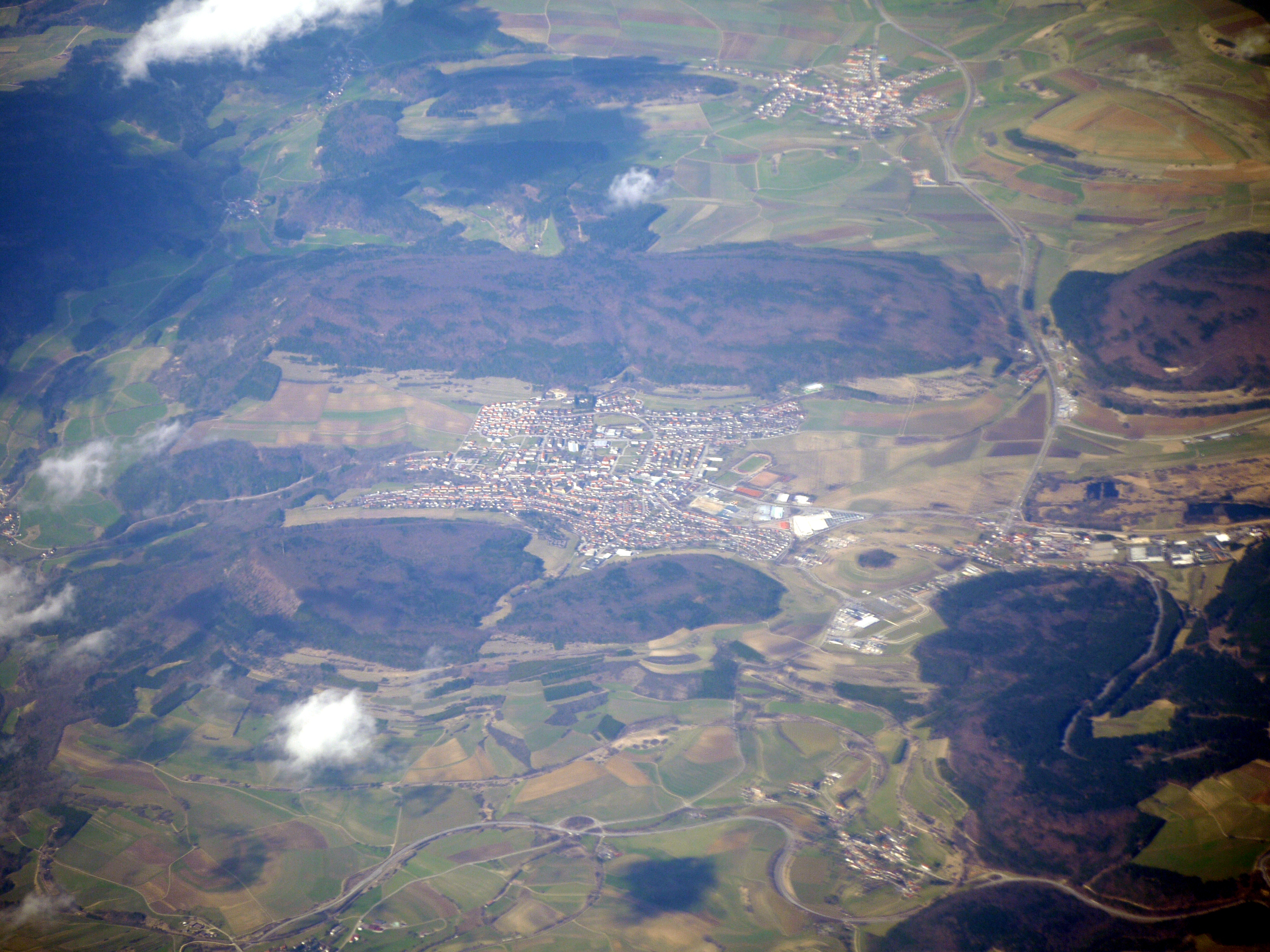
Blick von Süden auf die Talung der Aitrach mit Blumberg und dem in das Ried mündenden Tal des Mühlegrabens (rechts)

Die künstliche der beiden Bifurkationen befindet sich am Mühlegraben bei Blumberg-Bleiche, direkt an der B 27. Den linken Ast kann man als Beginn der Aitrach ansehen. Im dortigen Hochwasser-Teilerbauwerk wird vor allem das Hochwasser zunächst nach unten und dann nach Osten zur Aitrach ausgeleitet, bei niedrigem Wasserstand wird das meiste Wasser über eine etwas höher gelegene Betonrinne etwas nördlich der natürlichen Abflusslinie dem Schleifebächle zugeleitet, das westlich von Blumberg in einer steilen Schlucht zur Wutach hinabstürzt. Das Bauwerk ist so ausgelegt, dass bei einem (extremen) Hochwasserdurchfluss von 18 m³/s 11 m³/s der Aitrach zugeleitet werden.  Der frühere natürliche Abfluss erreichte die Talsohle gut einen halben Kilometer westlich der zweiten Bifurkation des Aitrach-Quellgebietes, also im Einzugsgebiet des Schleifebächles.
Diese Bifurkation befindet sich auf der Rhein-Donau-Wasserscheide, die in fast genau 700 Metern Höhe das breite Tal der Blumberger Pforte quert (Talwasserscheide). Hier füllt das Blumberger Ried, das „Naturschutzgebiet Zollhausried“, die Talsohle aus, und wenige Meter westlich der querenden B 27 fließt der zentrale Entwässerungsgraben, zunächst unmerklich langsam, in beide Richtungen ab, als Schleifebach zur Wutach und als Aitrach zur Donau. Da das die Talschotter des Mühlegrabens durchsickernde Grundwasser dem Aitrach-Schleifebach-Graben nur diffus durch den Torf des Riedes zutritt und sich hier kein Fließgewässer teilt, spricht man von einer Pseudo-Bifurkation.
Die Aitrach fließt mit sehr geringem Gefälle weiter in nordöstliche Richtung. Die Breite der Talsohle verringert sich östlich der Blumberger Pforte bis auf etwa 200 m. Von den Schwemmfächern der Nebenbäche wird die Aitrach wiederholt von einer Talseite zur anderen gedrängt. Bei Kirchen-Hausen, einem Ortsteil von Geisingen, unterquert sie zuerst die A 81 und mündet dann in die Donau.
Auf der südlichen Talseite folgt der Aitrach die Strecke der Aitrachtalbahn, dem nördlichen Abschnitt der Wutachtalbahn, die vom so genannten Ringzug bedient wird, und auf deren als Sauschwänzlebahn bekanntem Abschnitt westlich des Bahnhofs Zollhaus-Blumberg (unmittelbar südlich des Aitrach-Quellgebietes) Museumsbahnbetrieb stattfindet.

### Zuflüsse
- Mühlegraben (links, Teilwassermenge, Hauptquellast), ca. 5,9 km und ca. 8,8 km²
- Mühlbach (links), 5,3 km und 10,9 km²
- Gereutgraben (rechts), 1,8 km und 4,6 km²
- Gerentgraben (linker Teilungsarm), 2,0 km und 1,8 km²
- Kompromissbach (rechts), 7,2 km und 11,4 km²
- Längegraben (links), 2,7 km und ca. 4,2 km²
- Homberggraben (rechts), 2,1 km und ca. 1,3 km²
- Breitentalbach (rechts), 4,9 km und 7,9 km²
- Leipferdinger Dorfbach (rechts), 4,9 km und 8,0 km²
- Viertelbach (rechts), 2,7 km und 2,8 km²
- Dörstelgraben (rechts), 4,4 km und ca. 4,0 km²
- Längstelbach (rechts), 1,4 km und 0,8 km²
- Pfaffentalbach (links), 4,3 km und 9,2 km²
- Kiltelgraben (rechts), 5,8 km und ca. 7,6 km²

## Geschichte

### Entstehung und Vorläufer

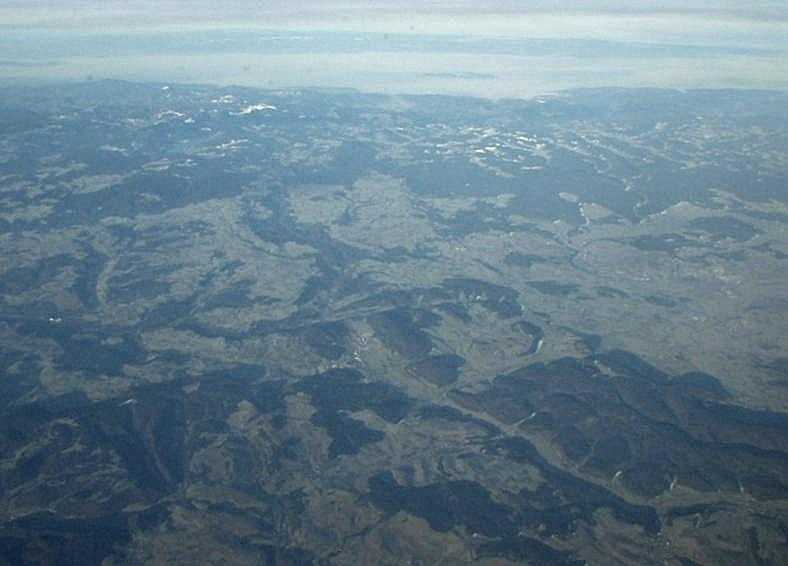
Die Schluchten der Wutach (Wutachschlucht) queren die offene Baar aus Richtung Feldberg bis zur Blumberger Pforte (Bildmitte) und knicken zum linken Bildrand ab. 165 m höher verläuft das Tal der Aitrach und ihrer Vorläufer weiter nach rechts unten.

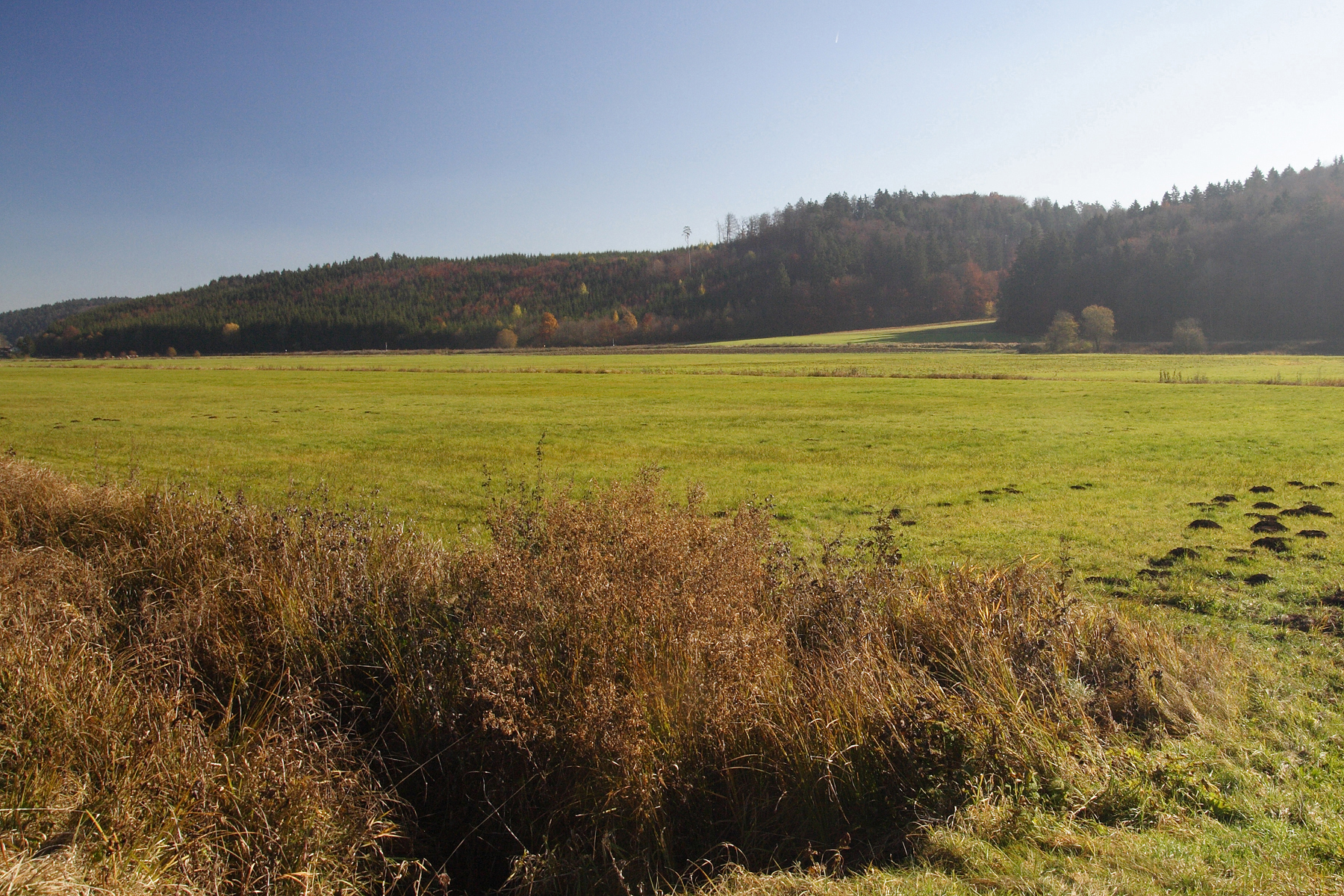
Weitgehend trockenes, bis zu 200 m breites Aitrachtal zwischen Blumberg und Kirchen-Hausen (Geisingen). Das Tal diente ca. 6 Mill. Jahre lang großen Flüssen (erst der „Aare-Donau“ dann den Gletscherwässern der „Feldbergdonau“)

Im heutigen Aitrachtal floss bis zur Wutachablenkung, die vor mindestens 20.000 und höchstens 70.000 Jahren stattfand, die so genannte Feldbergdonau, die nach der langen Erosionsarbeit der Urdonau über mehrere Hunderttausend Jahre den Oberlauf bzw. Quellfluss der Donau darstellte. Die Feldbergdonau durchströmte früher als typischer Gletscherfluss (Verflochtener Fluss) ein breites Tal, das heute in flächenhaften Schotterterrassen hoch oberhalb der Wutachschlucht „und fast bis an das Wutachknie bei Achdorf verfolgt werden“ kann. Es knickte nicht wie die heutige Wutach westlich von Blumberg nach Süden zum Flusssystem des Rheins ab, sondern floss weiter in nordöstlicher Richtung durch das Aitrachtal. Das  ca. 200 m breite Tal mündet nach ca. 20 km bei Kirchen-Hausen (Geisingen) in die noch heute fließende Obere Donau.
Bis vor etwa 3 Millionen Jahren (jüngeres Pliozän) folgte mit der Aare-Donau ein noch mächtigerer Strom der Linie des heutigen Aitrachtales. Er verlief zeitweise von der oberen Rhone entlang der heutigen Aare, entgegen der unteren Wutach und parallel zum heutigen Aitrach- und Donautal. Auf dem ca. 900 m hohen Eichberg-Rücken oberhalb von Blumberg, sind auf das Ober-Miozän/UnterPliozän datierte Höhenschotter der Urdonau nachgewiesen. Aktuelle (2020) Geologische Karten verzeichnen für die nahezu volle Breite des Aitrachtals nach dem Ort Blumental „Jüngere Flussschotter (TSg)“, von den Feldberg-Gletscherwässern hier deponiert. Aare-Donau und danach die Feldbergdonau haben sich allmählich eingetieft und somit die heutigen Täler gebildet.

## Fauna
In der Aitrach kommen Äsche, Forelle und der Döbel vor.